# New London Theatre

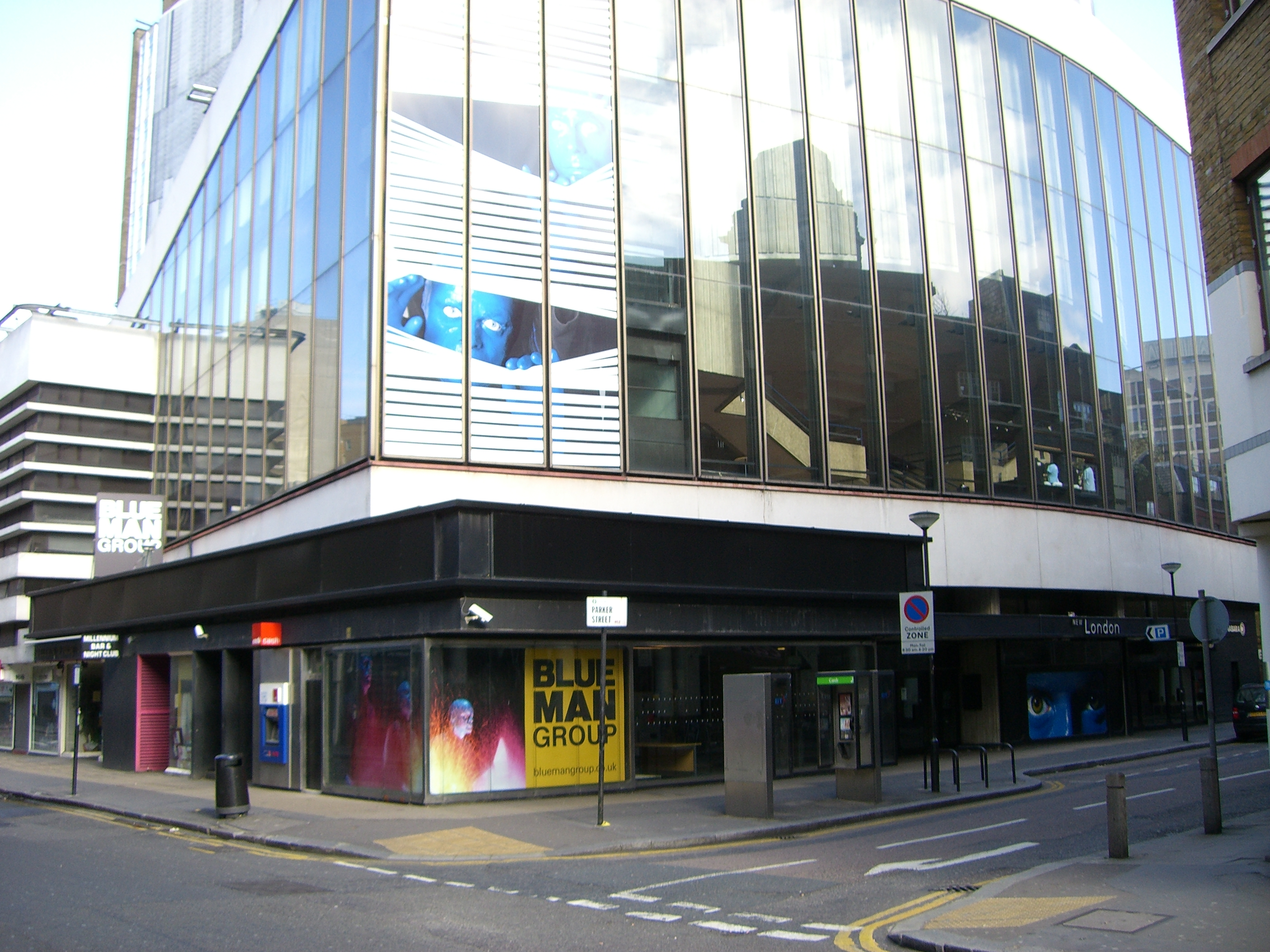
New London Theatre

New London Theatre is een theater, op de hoek van Drury Lane en Parker Street, in de wijk Covent Garden in Londen.
Het theater is ontworpen door Paul Tvrtkovic, en opende zijn deuren op 2 januari 1973 met een productie van The Unknown Soldier and His Wife met Peter Ustinov. Tussen 1981 en 2002 was het de host voor de musical Cats en in die tijd werd het de langstlopende musical in de geschiedenis van West End. Het theater heeft in totaal 960 plaatsen, verdeeld over drie niveaus.
Tot 2 september 2005 werd de langlopende musical, Joseph and the Amazing Technicolor Dreamcoat, in het theater uitgevoerd. Deze show is op 10 november opgevolgd door de Blue Man Group.

## Bekende producties
- Cats (11 mei 1981 — 11 mei 2002)
- Umoja (6 september 2002 — 8 februari 2003)
- Joseph and the Amazing Technicolor Dreamcoat (3 maart 2003 — 2 september 2005)
- Blue Man Group (vanaf 10 november 2005)
- School Of Rock (musical) (vanaf 24 oktober 2016)

## Dichtbijgelegen metrostations
- Covent Garden
- Holborn